# Passiflora crenata
Passiflora crenata Feuillet & Cremers – gatunek rośliny z rodziny męczennicowatych (Passifloraceae Juss. ex Kunth in Humb.). Występuje endemicznie w Gujanie Francuskiej. 

## Morfologia
PokrójZdrewniałe, trwałe, nagie liany.
LiścieEliptycznie lub podłużne, rozwarte lub ostrokątne u podstawy. Mają 6–13 cm długości oraz 2,5–7 cm szerokości. Całobrzegie, z tępym lub ostrym wierzchołkiem. Ogonek liściowy jest nagi i ma długość 15–20 mm. Przylistki są liniowe, mają 15–20 mm długości.
KwiatyPojedyncze lub zebrane w pary. Działki kielicha są podłużnie owalne, białawe, mają 6 cm długości. Płatki są podłużnie lancetowate, białe, mają 5 cm długości. Przykoronek ułożony jest w 2–4 rzędach, purpurowo-biały, ma 3–50 mm długości.
OwoceSą jajowatego kształtu. Mają 6 cm długości i 4 cm średnicy.